# Bergrivier
La Municipalité de Bergrivier (Bergrivier Local Municipality) est une municipalité locale du district municipal de West Coast dans la province du Cap-Occidental en Afrique du Sud. Le siège de la municipalité est situé dans la ville de Piketberg.

## Localités de Bergrivier

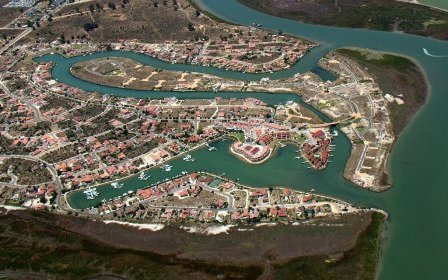
La ville de Velddrif.

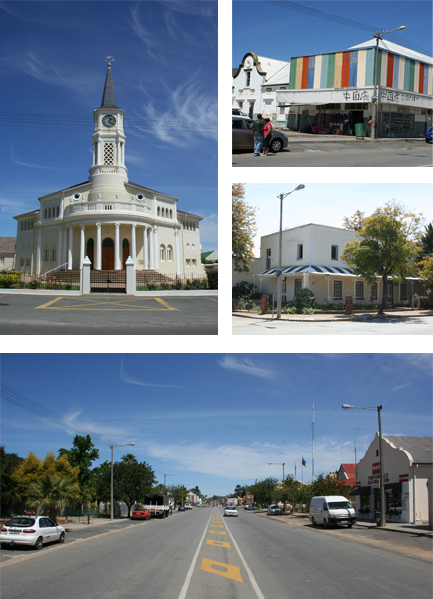
Porterville.

La municipalité de Bergrivier comprend les localités suivantes :
| Villes, villages et localités | Code   | Population | Superficie (km2) | Langue maternelle dominante |
| ----------------------------- | ------ | ---------- | ---------------- | --------------------------- |
| Aurora                        | 162005 | 578        | 1,63             | Afrikaans                   |
| Beaverlac                     | 162008 | 59         | 60,95            | Afrikaans                   |
| De Hoek                       | 162010 | 330        | 29,62            | Afrikaans                   |
| De Lust                       | 162013 | 684        | 25,96            | Afrikaans                   |
| Dwarskersbos                  | 162004 | 670        | 1,53             | Afrikaans                   |
| Eendekuil                     | 162003 | 1 530      | 0,85             | Afrikaans                   |
| Goedverwacht                  | 162007 | 1 979      | 2,98             | Afrikaans                   |
| Piketberg                     | 162009 | 12 075     | 13,27            | Afrikaans                   |
| Porterville                   | 162012 | 7 057      | 7,98             | Afrikaans                   |
| Redelinghuys                  | 162001 | 574        | 2,12             | Afrikaans                   |
| Velddrif                      | 162006 | 11 017     | 8,87             | Afrikaans                   |
| Wittewater                    | 162011 | 848        | 0,48             | Afrikaans                   |
| Zone rurale                   | 162002 | 24 497     | 4 250,78         | Afrikaans                   |
| Total                         | Total  | 61 897     | 4 407,03         | Afrikaans                   |

## Démographie
Selon le recensement de 2011, les 61 897 résidents de la municipalité de Bergrivier sont majoritairement issus de la population coloured (70,95 %). Les blancs et les populations noires représentent respectivement 16,89 % et 11,31 % des habitants.
Les habitants ont majoritairement l'afrikaans pour langue maternelle (90,70 %) devant le xhosa (3,76 %).

## Historique

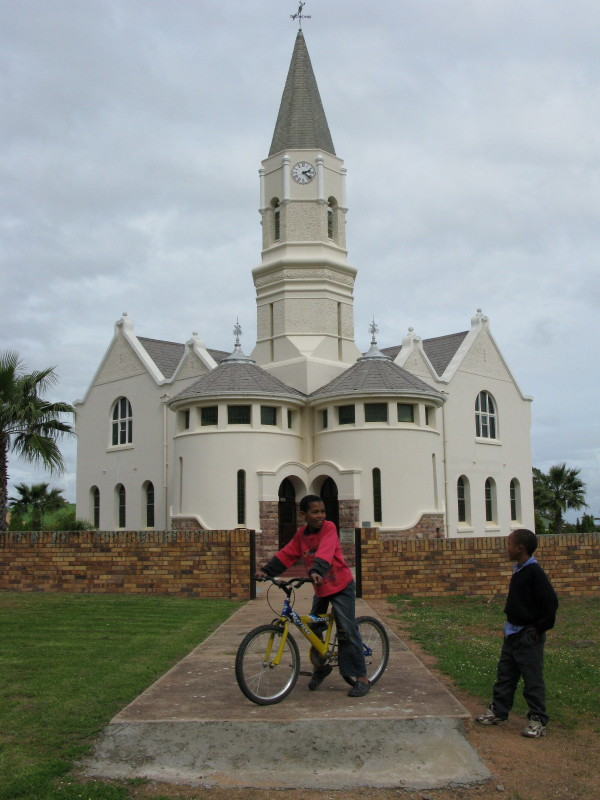
Église réformée hollandaise du village d'Aurora.

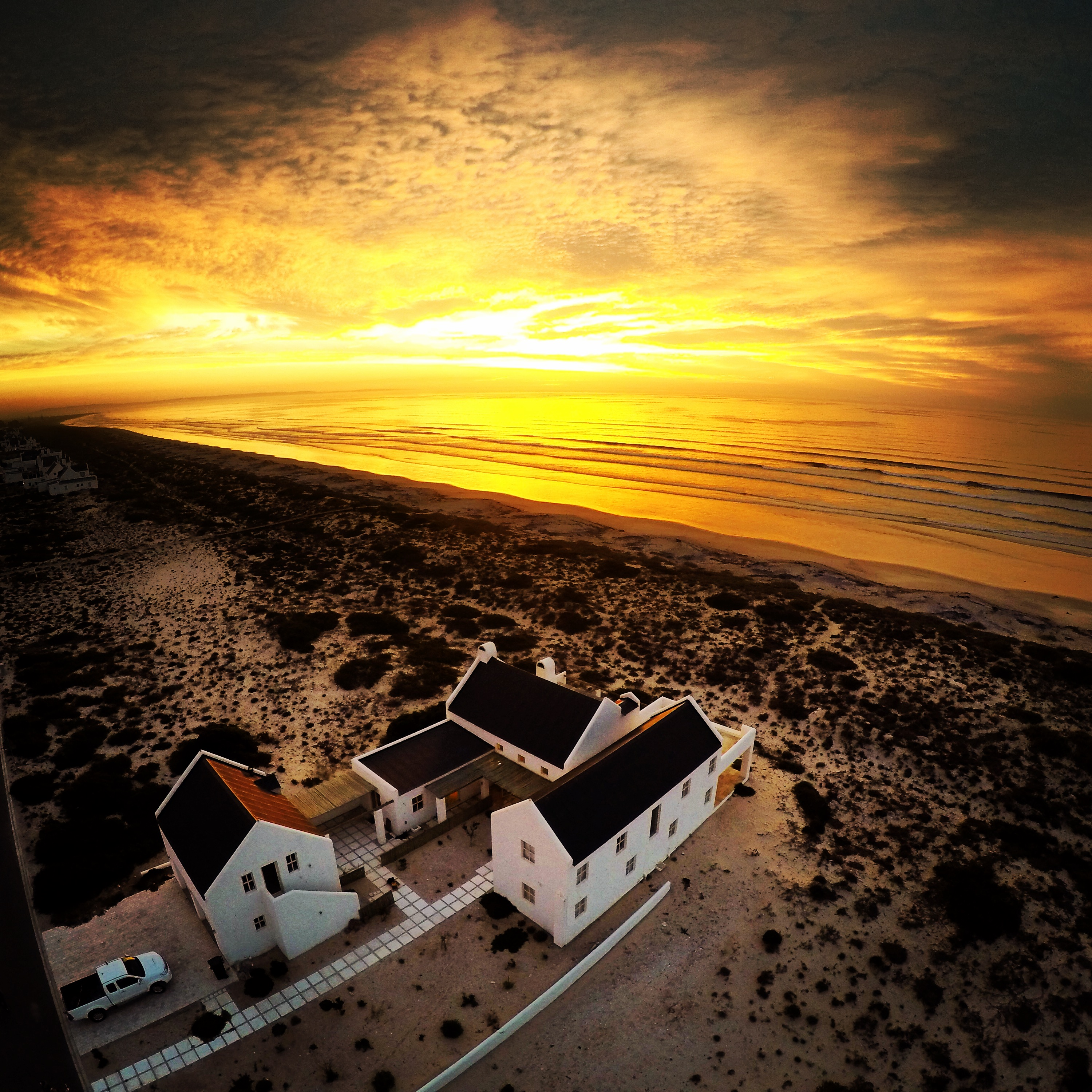
Coucher de soleil sur un cottage du village balnéaire de Dwarskersbos.

La municipalité locale de Bergrivier, anciennement Velddrif, a été constituée en 2000 à la suite de la réforme des gouvernements locaux.
Lors des élections municipales de 2016, l'Alliance démocratique (DA) remporta 64,10 % des voix et neuf sièges de conseillers municipaux contre 32,62 % et quatre sièges au congrès national africain (ANC).

## Administration
La municipalité se compose de treize sièges de conseillers municipaux.

### Liste des maires
| Maires depuis 2000    | Parti politique | Terme                     |
| --------------------- | --------------- | ------------------------- |
|                       | DA              | 2000-2004                 |
| Sanette Smit          | ANC             | 2004 - juillet 2006       |
| Jeff Swart            | ANC             | 2006-2007                 |
| Sammy Claassen        | ID              | 2007-2009                 |
| Jacobus A. Liebenberg | DA              | 2009-2011                 |
| A. de Vries           | DA              | avril 2001 - mai 2011     |
| Evert Manuel          | DA              | 2 juin 2011 - 24 mai 2018 |
| Sandra Crofford       | DA              | Intérim                   |
| Ray van Rooy          | DA              | Depuis le 24 juillet 2018 |